# Jean Chardin
Jean Chardin, nato Jean-Baptiste Chardin e noto anche come Sir John Chardin (Parigi, 16 novembre 1643 – Chiswick, 5 gennaio 1713), è stato un gioielliere, viaggiatore e scrittore francese, noto soprattutto per i resoconti dei suoi viaggi in Persia e nel Vicino Oriente.

## Biografia

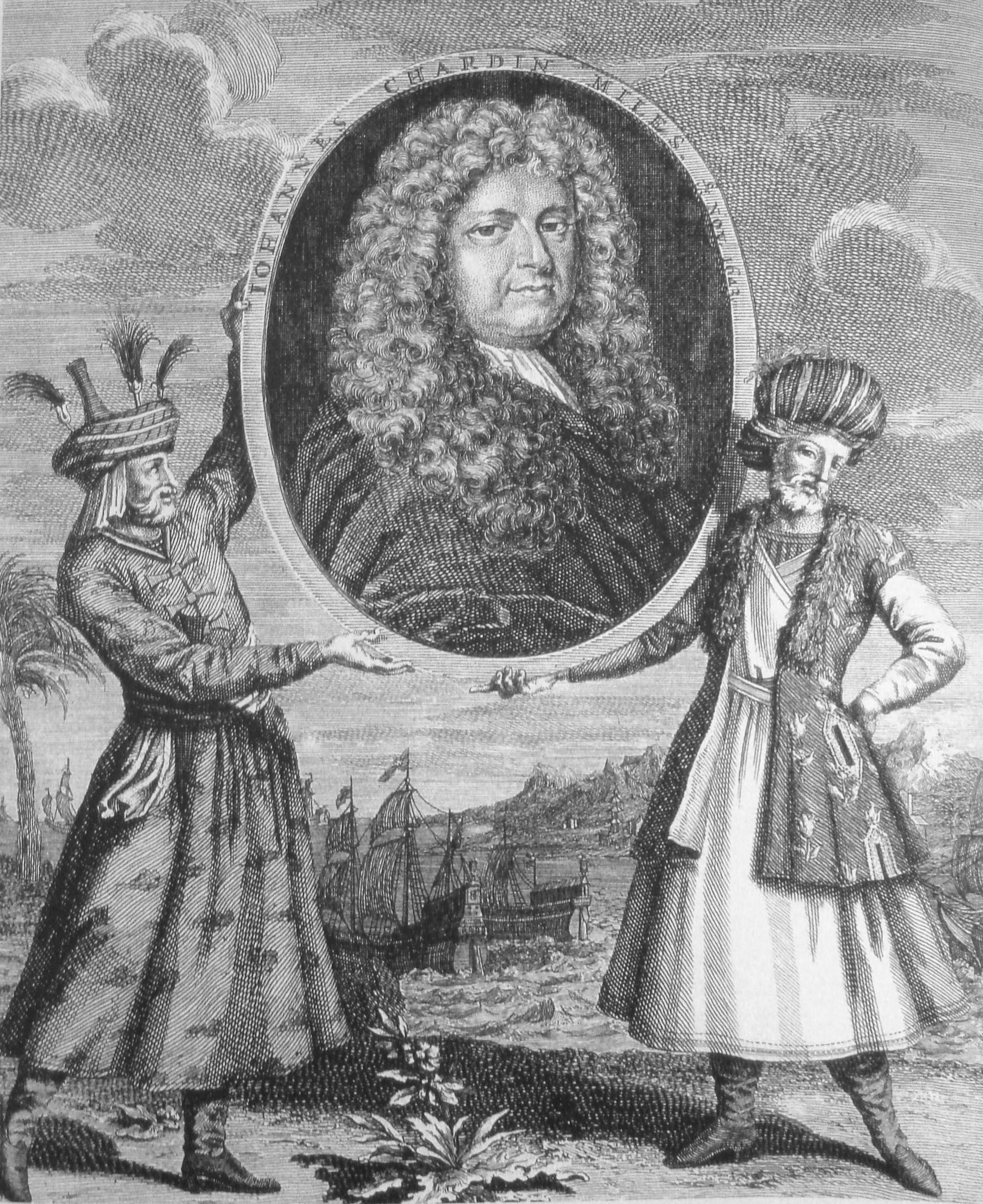
Frontespizio di Voyage du Chevalier Chardin en Perse et autres lieux de l'Orient, 1739.

Chardin nacque nel 1643 in una famiglia protestante. Suo padre, un ricco gioielliere, gli diede una buona educazione e lo formò nel commercio dei gioielli. Ma invece di dedicarsi alla professione di famiglia, il giovane Chardin partì nel 1664 con un mercante di Lione di nome Antoine Raisin per la Persia e l'India, in parte per gli affari e in parte per gratificare il proprio Wanderlust, il desiderio di conoscere il mondo.
Dopo un viaggio di successo, durante il quale ricevette il patrocinio del monarca safavide Shah Abbas II e di suo figlio Safi Mirza, Chardin tornò in Francia nel 1670. Abbas III che morì nel 1666 e il figlio Safi Mirza gli succedette prima come Shah Safi II poi come Shah Suleiman I. L'anno successivo al suo rientro in patria, Chardin pubblicò un resoconto de Le couronnement de Soleïmaan (L'incoronazione di Shah Soleiman).
Chardin si rese tuttavia conto che la sua fede protestante lo tagliava fuori da ogni speranza di onori e di promozione nella sua nativa Francia, e così partì di nuovo per la Persia nel mese di agosto 1671. Questo secondo viaggio fu molto più avventuroso del primo. 
Invece di andare direttamente alla sua destinazione, passò da Smirne, Costantinopoli, la Crimea, il Caucaso, la Mingrelia e la Georgia, e lui non raggiunse la città di Esfahan fino al giugno 1673. Dopo quattro anni trascorsi in viaggio in Persia, visitò nuovamente l'India, e tornò in Europa dal Capo di Buona Speranza nel 1680.
In quel periodo però la persecuzione da parte di Luigi XIV nei confronti degli Ugonotti era in pieno svolgimento, e nel 1681 Chardin lasciò ancora una volta la sua patria, questa volta per stabilirsi a Londra. Qui fu nominato gioielliere della corte reale. Charlo II gli concesse l'onore di cavaliere, e lo stesso giorno Chardin sposò Esther de Lardinière Peigne, una profuga ugonotta proveniente da Rouen. Ebbero sette figli. Divenne membro della Royal Society nel 1682.
Chardin, in seguito, visse per un periodo nella Repubblica delle Sette Province Unite come rappresentante della Compagnia Inglese delle Indie Orientali. Nel 1686, pubblicò la prima parte dei suoi famosi Viaggi. Ma l'opera non fu completa fino al 1711, quando fu pubblicata, ad Amsterdam, con lo splendido titolo Voyages de monsieur le chevalier Chardin en Perse et autres lieux de l'Orient
Sir John morì a Chiswick, Londra nel 1713. Fu sepolto a Turnham Green (Chiswick), che fu distrutto nel 1882. Resta un monumento funebre dedicato a lui all'abbazia di Westminster, il quale reca l'iscrizione nomen sibi fecit eundo.

### Valore degli studi
Gli studiosi moderni considerano l'edizione del 1811 dei Voyages (curata dall'orientalista Louis-Mathieu Langlès) come quella standard.
I primi lettori hanno elogiato il lavoro di Chardin per la sua pienezza e fedeltà, e ha ricevuto elogi da un certo numero di pensatori illuministi, tra cui Montesquieu, Rousseau, Voltaire ed Gibbon.
Anche studiosi recenti della Persia garantiscono la sua importanza; secondo John Emerson "le sue informazioni sulla Persia safavide supera di molto quella di tutti gli altri scrittori occidentali per estensione, profondità, accuratezza e assennatezza". Chardin viaggiò in lungo e in largo, ebbe una buona padronanza della lingua persiana, e ci ha lasciato resoconti dettagliati dei luoghi e delle persone che incontrava.
Ebbe anche un accesso diretto alla Corte safavide e le sue descrizioni della politica contemporanea e dell'amministrazione hanno un'alta considerazione.
Anche se ci sono sviste occasionali nei suoi libri, è generalmente creduto come testimone affidabile, e il suo lavoro è stato utilizzato come fonte di diversi studi sui Safavidi per quanto riguarda storia, governo, economia, antropologia, religione, arte e cultura.